# Pedro Beltrán Espantoso
Pedro Gerardo María Beltrán Espantoso (Lima, Perú; 17 de febrero de 1897 - Lima, 16 de febrero de 1979) fue un periodista, economista y político peruano. Fue primer ministro del Perú y ejerció como ministro de Hacienda y Comercio (1959-1961). Fue, además, Embajador del Perú en Washington en 1944, presidente del Banco Central de Reserva del Perú, presidente de la desaparecida Sociedad Nacional Agraria y presidente de la Sociedad Interamericana de Prensa (1964). 
Como periodista fue director del diario La Prensa.

## Biografía
Hijo de Pedro Juan José Felipe Leandro Beltrán Cendeja y de Augusta María Susana Josefina Espantoso Bergmann. Sus estudios básicos los realizó en el Colegio Sagrados Corazones Recoleta de Lima. Estudió en la Facultad de Letras de la Universidad Nacional Mayor de San Marcos y luego se trasladó a Inglaterra donde estudió Economía en la London School of Economics, por la que se graduó de Bachiller en Ciencias Económicas (1918).
De retorno al Perú, se dedicó a la agricultura. Fue el promotor de la primera estación experimental agrícola en su país, establecida en su hacienda Montalván, en el valle de Cañete (1926), y de la primera asociación agrícola local. Introdujo la mecanización en el cultivo del algodón, la asistencia de profesionales en la materia y el sistema de fumigación mediante avionetas. Fue presidente de la Asociación de Agricultores y luego de la Sociedad Nacional Agraria (1927-1934). En 1927 llegó a trabajar a dicha estación experimental el joven ingeniero Rómulo Ferrero, quien se convirtió en un seguidor de las ideas económicas de Beltrán-
En 1929, durante el Oncenio de Leguía, fue nombrado miembro del directorio del Banco Central de Reserva del Perú por los accionistas nacionales, pero por discrepancias con el gobierno con respecto a algunas medidas económicas, presentó su renuncia. Caído Leguía, volvió como vicepresidente del directorio de dicho Banco, y en tal calidad, contrató los servicios de la Misión encabezada por el estadounidense Edwin Walter Kemmerer para la reorganización del sistema financiero peruano. En 1948, el general Odría lo nombró presidente del Banco Central de Reserva para que se encargara de hacer la política de estabilización que sacara al país de las alta inflación en la que estaba sumido. Renunció en abril de 1950 poco antes de las elecciones, cuando el general Odría deportó a Eudocio Ravines, director entonces del diario La Prensa, de su propiedad.  Beltrán logró que entre 1948 y 1950 el gobierno de Odría definiera una política de crecimiento económica liderada por las exportaciones, a contrapelo de la tendencia regional de ese momento liderada por Raul Prebisch y el pensamiento de la CEPAL  de tener políticas de industrialización.
En el plano empresarial, formó una sociedad que en 1934 adquirió el diario La Prensa, que primordialmente hizo campaña para defender los intereses de los agricultores. La Prensa fue el púlpito para que se repartiera el ideario de Von Mises y Hayek y se machara la idea cuantitativista del dinero sobre la inflación. Desde entonces, dicho diario quedó ligado a su nombre. En 1939 representó al Perú en la Conferencia Algodonera Internacional.
En 1950, se casó con la economista estadounidense Miriam Therese Kropp, quien fuera periodista y presidenta del directorio del diario La Prensa. La pareja no tuvo hijos.
En el plano académico, fue profesor visitante de la Universidad de Virginia, recibió la consideración de "Fellow" en London School of Economics; también fue distinguido como doctor honoris causa por las universidades de Yale, California y Harvard. 

### Vida política
En 1930, fundó, junto a Gerardo Klinge y Manuel González Olaechea, el Partido Nacional Agrario (PNA), de tendencia liberal y antimarxista. El partido tuvo una efímera existencia y poca influencia.
En 1944, durante el primer gobierno de Manuel Prado Ugarteche, fue designado embajador en Washington, cargo que ocupó hasta mediados de 1945. Fue elegido diputado por su partido en 1945 y permaneció como opositor de Bustamante y Rivero hasta 1948 en que el general Odria dio el golpe del 2 de octubre. Ese año fue representante peruano en la Conferencia Monetaria y Financiera de las Naciones Unidas conocida como la Conferencia de Bretton Woods y en la Conferencia sobre la reorganización internacional.
En 1947, después del asesinato de Francisco Graña Garland, asumió la presidencia del diario La Prensa; asimismo, a pesar del fracaso de su primer partido político, fundó, junto a un grupo de empresarios, la Alianza Nacional, movimiento opuesto al gobierno del presidente José Luis Bustamante y Rivero, al cual criticaba por no mostrarse debidamente enérgico ante la oposición exacerbada de partidos de izquierda como el APRA y el Comunismo. Al respecto, la declaración de principios del partido de Beltrán era muy contundente:

Tanto el aprismo como el comunismo representan males igualmente peligrosos para el Perú y ambas agrupaciones llevan gérmenes de disolución y lucha de clases. Su diferencia en lo que a nuestro país se refiere solamente radica en que el comunismo no está manchado de sangre.

Aludía a que por entonces, los apristas usaban como armas el asesinato político y el terrorismo, mientras que el comunismo aún era incipiente como fuerza política. Al año siguiente, ocurrió el golpe de Estado del general Manuel Odría al gobierno de Bustamante. Beltrán fue sindicado como el principal instigador de dicho golpe, aunque a lo largo de su vida negó rotundamente esta acusación, como en una célebre entrevista que concedió a César Hildebrandt, ya en la década de 1970.
En 1948, ante el retiro de Francisco Tudela y Varela, asumió la presidencia del Banco Central de Reserva. Combatió los controles aplicados al comercio y el cambio monetario, hasta lograr su abolición y el establecimiento de una política liberal. Fue así el principal artífice del cambio radical que experimentó la economía nacional. Sin embargo, renunció a inicios de 1950 por discrepancias políticas con el presidente Odría.
Para 1956, Beltrán se había convertido en acérrimo enemigo de Odría, dirigiendo una fuerte oposición desde La Prensa. Fue en este periódico en el que en febrero de ese año publicó un manifiesto de una guarnición del Ejército de Iquitos que se levantó contra el presidente. Odría ordenó entonces la prisión de Beltrán. Unos cuarenta trabajadores del diario —entre periodistas, empleados y ayudantes— rodearon a su director e impidieron que la policía le pusiera las manos encima. A los policías no les quedó más remedio que llevarse a todos, primero a la Penitenciaria, y en seguida a la isla penal de El Frontón. El gobierno quiso censurar al diario, pero los redactores de ese diario, encabezados por el director interino Miguel Fort y por Alfonso Grados Bertorini, optaron por suspender su edición. En vista de la adversa reacción nacional e internacional que este hecho provocó, el gobierno tuvo que ceder y Beltrán fue liberado poco después. La junta directiva de la Sociedad Interamericana de Prensa le otorgó a este la medalla de "Héroe de la Libertad de Prensa".
En 1956, Odría dejó la presidencia del gobierno que, tras elecciones, fue asumida por Manuel Prado. Otra vez desde La Prensa, Beltrán se opuso a la política económica del gobierno de Prado. Ante esta situación, en 1959, Manuel Prado decidió nombrarlo primer ministro y Ministro de Hacienda y Comercio, en reemplazo de Luis Gallo Porras. Beltrán, luego de una inicial negativa, acabó por aceptar. La dirección de La Prensa fue asumida por su esposa, Miriam Kropp.
Desde Hacienda, Beltrán, considerado representante de los exportadores, pidió un préstamo al Banco Central de Reserva y al Fondo Monetario Internacional para restablecer las reservas internacionales. Realizó reformas que en su momento fueron muy impopulares (como la eliminación de los subsidios a los alimentos, el aumento del precio de la gasolina, el congelamiento de los salarios y la erradicación del control de cambios), pero, sin embargo, muchas de ellas a la larga dieron resultados. A partir de 1960 el presupuesto dejó de ser deficitario y tuvo superávit. El Banco Central reconstruyó sus fondos disponibles en oro y en monedas fuertes. Redujo el gasto público. En diciembre de 1959 fue el primer ministro responsable de la dación de la Ley de Promoción Industrial no. 13270 que no contemplaba intervención pública en la economía. 
Sus postulados económicos eran rígidos en cuanto a defender una economía de libre mercado, comercio abierto al mundo y de libre cambio de divisas, desterrando así al estatismo burocrático, alentando a la iniciativa privada y manteniendo un férreo control del gasto público. Propugnó además una tenaz "Revolución Verde", esto quiere decir, la aplicación de la tecnología moderna en el campo, esfuerzo que no pudo ver resultados tangibles durante su gestión, pero que Perú aprovecharía en buena parte, ya entrada la década de 1990 y después.
Asimismo, personalmente y desde el diario La Prensa, propuso el ambicioso proyecto "Ciudad Satélite de Ventanilla", el cual paliaría el ya creciente déficit de vivienda con una solución que pondría a Lima a la vanguardia de las principales ciudades de Sudamérica, proyecto que no fue continuado por los demás gobiernos. Este es un aporte de Beltrán al Perú que nunca ha sido debidamente valorado y ha sido más bien oculto por sus sucesores, como lo fueron sus logros por sus opositores políticos e ideológicos, en una mezquindad que continuaría también durante la dictadura militar de Velasco Alvarado en Perú (1968-1975).
En el campo del periodismo, fue el autor de una verdadera revolución en la prensa nacional, desde el diario La Prensa, cuya dirección ejerció de 1947 a 1974, aunque con algunos intervalos. Se alejó del modelo argentino para reemplazarlo por el estadounidense, al estilo del The New York Times y de Herald Tribune, enviando personal a los Estados Unidos para su entrenamiento.
Antes de la caída de Prado, Beltrán trató de organizar el llamado partido de independientes, que tanteó la posibilidad de presentar su candidatura presidencial en 1962; pero finalmente desistió, presumiblemente al comprobar que no contaba con apoyo popular. Estaba colocado políticamente entre la alianza conservadora intervencionista de los terratenientes y el partido aprista, alianza APRA UNO de 1962, y la alianza igualmente intervencionista del Partido Acción Popular con la Democracia Cristiana, a favor de la industrialización. Su antiaprismo histórico y el asesinato en 1947 de Francisco Graña Garland, director entonces de la Prensa, por un militante aprista, le impidió entrar en la alianza de los terratenientes. Por principios no podía entrar en la segunda. Ese fue su final como actor político 
Fue vicepresidente de la asamblea general de la Sociedad Interamericana de Prensa reunida en Santiago de Chile en 1962, y presidente de la misma en 1964, la misma Sociedad que le había honrado con el título de "Héroe de la Libertad de Prensa", cuando fue confinado en la isla de El Frontón por el gobierno de Odría.
Durante el gobierno revolucionario de las fuerzas armadas, iniciado por Juan Velasco Alvarado, se opuso ferozmente a la política del régimen de franca tendencia nacionalista, anti oligárquica y opuesta a todo lo que él siempre había preconizado, por lo que, en 1972, tuvo que renunciar como director de La Prensa para luego sufrir la intervención del Estado en sus bienes y el diario de su propiedad, en 1974. Ante este atropello, Beltrán se exilió a Europa y luego a Estados Unidos, en donde recibió el Premio Maria Moors Cabot (1972) por la Universidad de Columbia. Fue, además, profesor visitante en la Universidad de Virginia y condecorado por las Universidades de Harvard, Yale y California.
Desde 1974 vivió en el barrio de Russian Hill de San Francisco, California con su esposa Miriam Therese Kropp. Sin embargo, en enero de 1979 regresó a Lima, en donde falleció debido a un ataque al corazón en la Clínica Anglo-Americana de Lima. 
La colección de arte Beltrán-Kropp que reunió con su esposa fue subastada por la casa Christie's en el 2012 después de la muerte de Miriam Kropp. Actualmente, se exhibe en el Santa Fe's Museum of Spanish Colonial Art.

## Publicaciones
- La verdadera realidad peruana (1977).
- Y ahora ¿Que?. El problema económico del Perú (1979), con Juan Zegarra Russo y Arturo Salazar Larraín.

## Premios y reconocimientos
- Medalla de "Héroe de la Libertad de Prensa", otorgada por la Sociedad Interamericana de Prensa en 1956.
- Premio Maria Moors Cabot en 1972.
- Doctor honoris causa en Leyes por la Universidad de Yale (junio de 1960)
- Doctor honoris causa por la Universidad de California (22 de marzo de 1961)
- Doctor honoris causa por la Universidad de Harvard (13 de junio de 1968).